# Energy Bremen
Energy Bremen ist ein privater Hörfunksender für die Städte Bremen, Bremerhaven, Oldenburg sowie das niedersächsische Umland. Der Sender ist privater Marktführer im Bundesland Bremen.
Das Funkhaus des Senders befindet sich in Bremen-Mitte an der Schlachte.

## Geschichte
Am 14. Juli 1999 ging der Sender als einziges Privatradio im Land Bremen zuerst unter dem Namen Antenne Bremen auf Sendung, nach einer Klage einen Monat später erfolgte die Umbenennung in Radio Wir Von Hier. Ab dem 1. Januar 2003 wurde der Sender zusammen mit radio ffn vermarktet.
Am 15. Dezember 2003 wurde Radio Wir Von Hier dann kurzfristig in Energy Bremen umbenannt. Das Programm richtet sich an die Kernzielgruppe 14 bis 39 Jahre.
Energy Bremen wird von der Privater Bremer Rundfunk GmbH & Co. KG (PBR) betrieben. Geschäftsführer und kommissarischer Programmdirektor ist Harald Gehrung. Gesellschafter sind unter anderem eine Reihe norddeutscher Verlagshäuser und die Regiocast. Energy Bremen ist in Deutschland der erste Energy-Franchisenehmer ohne Geschäftsbeteiligung der NRJ Radio GmbH, der deutschen Tochter der NRJ Group. Chefredakteur ist Mathias Bartels. 2014 gab es einen Rückgang bei den Einschaltquoten um 19 %.
Das Programm von Energy Bremen gliedert sich in drei Sendeschienen. Die Morgenshow MOIN! wird von Marcus Lehn und Gesa Schapals moderiert. Vormittags übernimmt Pauline (Pauli) Dauer. Den Nachmittag und Feierabend moderiert Niklas Jürs. Ab 20 Uhr läuft Music XL (ohne Moderation) außer freitags und samstags. Am Freitag- und Samstagabend legen DJs im Mastermix auf.
In der Media-Analyse 2019 Radio I erreichte Energy Bremen 40.000 Hörer pro Durchschnittsstunde (Montag bis Freitag). Sein Marktanteil in Bremen beträgt 6,0 % (Mo–Fr, 10+). Der Sender beging mehrere Verstöße gegen Bremische Radiogesetze. Er ist Medienpartner der Fischtown Pinguins aus Bremerhaven (DEL), der EWE Baskets Oldenburg (Basketball-Bundesliga) und des VfB Oldenburg (Fußball-Regionalliga-Nord).
Moderatoren (Stand März 2024): Marcus Lehn, Gesa Schapals, Niklas Jürs, Pauline Dauer, Marie Braun, Tino Tiede, Amira Reuter, Jana Kneip, Jan-Claas Rosebrock (zuvor bis Frühjahr 2024 Radio Osnabrück "Durch den Tag") und Marc Hillen (auch SAT.1 NRW)
Nachrichtensprecher (Stand März 2024): Lars Brokate und Tino Tiede

## Empfang
- Frequenz Bremen 89,8 MHz, 1 kW (Versorgungsgebiet: Bremen und Umgebung)[5], DAB+
- Frequenz Bremerhaven 104,3 MHz, 8 kW (Versorgungsgebiet: Bremerhaven, Cuxhaven, Küste und Umgebung), DAB+
- Frequenz Oldenburg 103,5 MHz, 0,5 kW (Versorgungsgebiet: Oldenburg und Umgebung)
- Live-Stream: energy-bremen.de

## Ehemalige Moderatoren
- Simon Beeck, Morningshow bei Radio wir von hier[6]
- Britta Uphoff (bis 2003)[7]
- Axel Einemann (Energy Bremen Moin)[8][9]
- Anna Maria Wiede (Energy Bremen Moin) (zusammen mit Axel Einemann)[10]
- Sven Bornschein (Energy Bremen Moin)[11][12]
- Jan Galas (Energy Bremen am Nachmittag)[13]